# Uekusa Gakuen University
Uekusa Gakuen University (jap. 植草学園大学 Uekusa Gakuen Daigaku) – japońska uczelnia prywatna w mieście Chiba, w prefekturze Chiba. 
Instytucja wywodzi swoje korzenie od założonej w 1904 roku szkoły krawiectwa dla dziewcząt.